# Galerie nationale (Macédoine du Nord)
Pour les articles homonymes, voir Galerie nationale.
La Galerie nationale (en macédonien : Национална галерија) est une institution nationale de la Macédoine du Nord, située à Skopje. Elle possède une très riche collection d'art macédonien ; les plus vieilles œuvres exposées datent du XIVe siècle. La galerie a été fondée en 1948 et elle répartit ses expositions sur trois lieux, son siège étant l'ancien hammam Daout Pacha.

## Collections
La collection permanente se trouve dans le hammam Daout Pacha, l'un des meilleurs exemples de l'architecture ottomane à Skopje, situé à l'entrée du Vieux bazar. Construit au XVe siècle, il offre 900 m² d'espace d'exposition. La collection rassemble un grand nombre de tableaux d'artistes macédoniens du XIVe siècle au XXe siècle, avec un accent sur la période contemporaine, époque à laquelle les peintres du pays abandonnent la tradition pour s'approcher des courants internationaux. Parmi les artistes exposés se trouvent Nikola Martinoski et Petar Mazev.
Le hammam abrite aussi trois autres collections, consacrées au dessin et aux arts graphiques macédoniens, ainsi qu'aux artistes de l'ex-Yougoslavie.

## Antennes
La galerie nationale possède deux antennes, le hammam Tchifté, situé lui aussi dans le vieux bazar, et le Centre multimédia Mala Stanica (« petite gare ») où sont organisés des expositions temporaires et des salons. Cette « petite gare » est un bâtiment ferroviaire construit en 1924 à proximité de l'ancienne gare Gorno Skopje qui devait desservir la ligne Skopje-Ohrid, jamais achevée. Après 1945, l'édifice est utilisé par l'armée yougoslave et il est oublié par la population locale. Abandonné après l'indépendance macédonienne en 1991, malgré son mauvais état, il sert à divers événements culturels avant d'être restauré et offert à la Galerie nationale en 2005.